# Dwie głowy ptaka
Dwie głowy ptaka – powieść Władysława Lecha Terleckiego z 1970 roku. Powieść ta jest częścią cyklu powieści tego autora poświęconego powstaniu styczniowemu.

## Treść
Głównym bohaterem jest Aleksander Waszkowski, powstańczy naczelnik Warszawy. Treścią książki jest jego proces, śledztwo i wyrok. Osadzony w Cytadeli naczelnik wdaje się w swoiste porozumienie ze śledczymi. Przekonany, że powstanie wyczerpało już swoje możliwości umożliwia władzom carskim odzyskanie łupu pochodzącego z napadu na bank. Chce w ten sposób zakończyć bezcelowe, jego zdaniem, kontynuowanie działań konspiracyjnych i zapobiec dalszemu rozlewowi krwi. Równocześnie boryka się z syndromem zdrady i odpowiedzialności.
Ważnym bohaterem powieści jest współwięzień Waszkowskiego, były sztyletnik, którego wspomnienia i retrospekcje zajmują sporo miejsca w utworze.